# نوزومي ساتو
نوزومي ساتو (باليابانية: 中野希望؛ بالكانا: なかの のぞみ) هي مبارزة بالسيف يابانية، ولدت في 3 يوليو 1986.

## وصلات خارجية
- نوزومي ساتو على موقع الاتحاد الدولي للمبارزة (الإنجليزية)
- نوزومي ساتو على موقع أوليمبيديا (الإنجليزية)